# Галактика-спутник

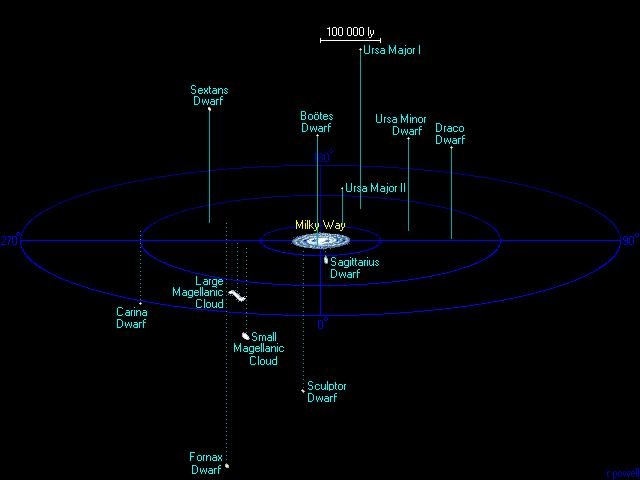
Галактики-спутники Млечного Пути, галактики, в которой находится Земля.

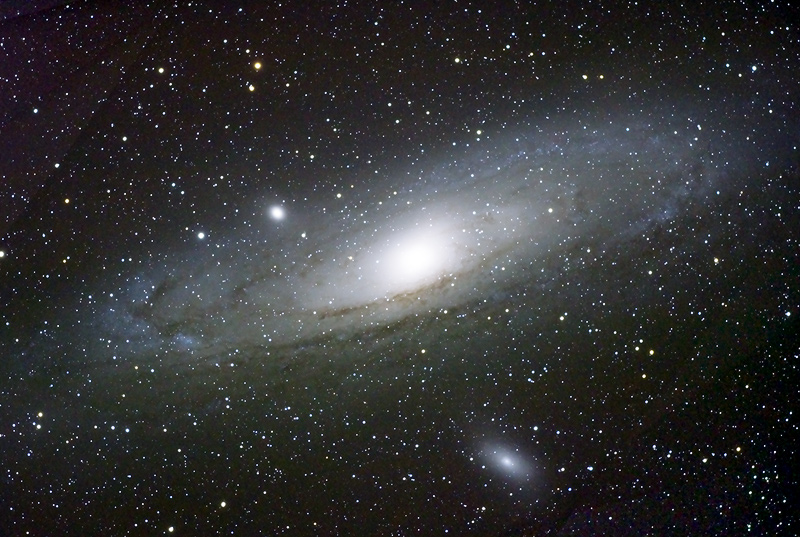
Галактика Андромеды и две её галактики-спутники, M32 и M110.

Галактика-спутник — галактика, обращающаяся по орбите вокруг более крупной галактики под действием сил гравитации. Какая из двух галактик является спутником, определяется соотношением их масс. Галактики состоят из большого числа объектов (таких, например, как звёзды, планеты, туманности), у которых можно определить общий центр масс, представляющий собой взвешенное среднее значение положений каждого из компонентов. В пределах же одной галактики звёзды вращаются вокруг её центра, зачастую представляющего собой балдж.
Галактики, двигающиеся по направлению друг к другу, при определённых условиях могут взаимодействовать: сталкиваться, сливаться друг с другом, разделять друг друга на фрагменты. В таких ситуациях сложно сказать, где заканчивается одна галактика и начинается другая. Столкновения между галактиками не всегда означают столкновения отдельных объектов в галактиках, поскольку бо́льшая часть объёма галактики ничем не заполнена. Силы гравитации близко расположенных облаков вещества могут деформировать друг друга или перетягивать отдельные сгустки вещества из одной галактики в другую.

## Характеристика

### Взаимодействие с главной галактикой
В паре обращающихся галактик более крупную галактику можно назвать главной, а меньшую — спутником. Структура галактики-спутника зачастую более сложна, чем у главной галактики, поскольку свойства первой зависят не только от эволюции её самой, но и от гравитационного влияния главной галактики и от окружающей среды в целом.
Многие галактики-спутники не могут противостоять притяжению главной галактики и падают на неё. Эти явления можно проследить при изучении звёздного гало галактик. Такие гало часто состоят из звёзд, которые входили в состав галактики-спутника, но были удалены из неё вследствие притяжения главной галактики.
Если же две обращающиеся друг вокруг друга галактик обладают примерно одинаковым размером, то говорят, что они образуют двойную систему.

### Взаимодействие структур меньшего масштаба
Галактики-спутники главной галактики могут взаимодействовать друг с другом и целыми взаимосвязанными цепочками погружаться в гало главной галактики.

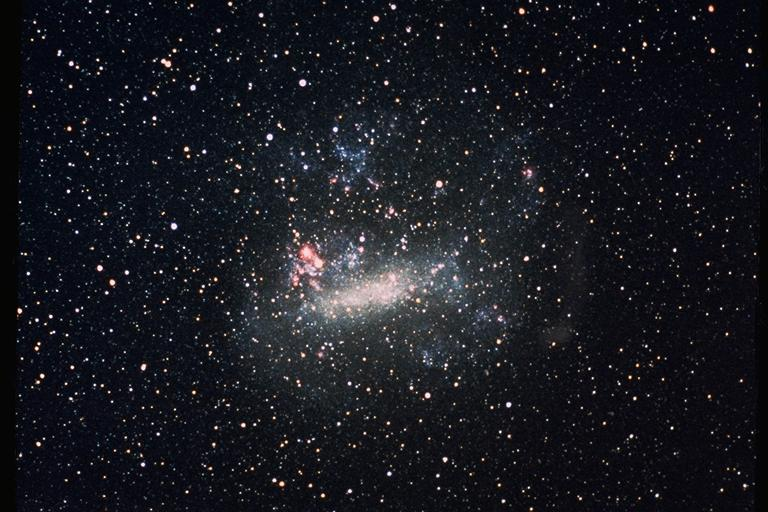
Большое Магелланово Облако, крупнейший спутник Млечного Пути и четвёртый по величине в Местной группе.

Крупнейшим спутником Млечного Пути является Большое Магелланово Облако. Считается, что оно значительно влияет на другие галактики-спутники Млечного Пути, в частности, на Малое Магелланово Облако.

## Роль в исследовании тёмной материи
Гало тёмной материи, окружающее галактический диск, влияет на движение галактики и звёзд в ней, оно играет, согласно современным моделям, ключевую роль в образовании и эволюции галактик.
Галактики-спутники можно рассматривать как безмассовые пробные тела при изучении тёмных гало в рамках моделирования изменения положения и скорости галактик-спутников с течением времени.